# えひめこどもの城
えひめこどもの城（えひめこどものしろ）は、愛媛県松山市西野町乙108番地1にある愛媛県立のテーマパーク（児童厚生施設）である。

## 概要

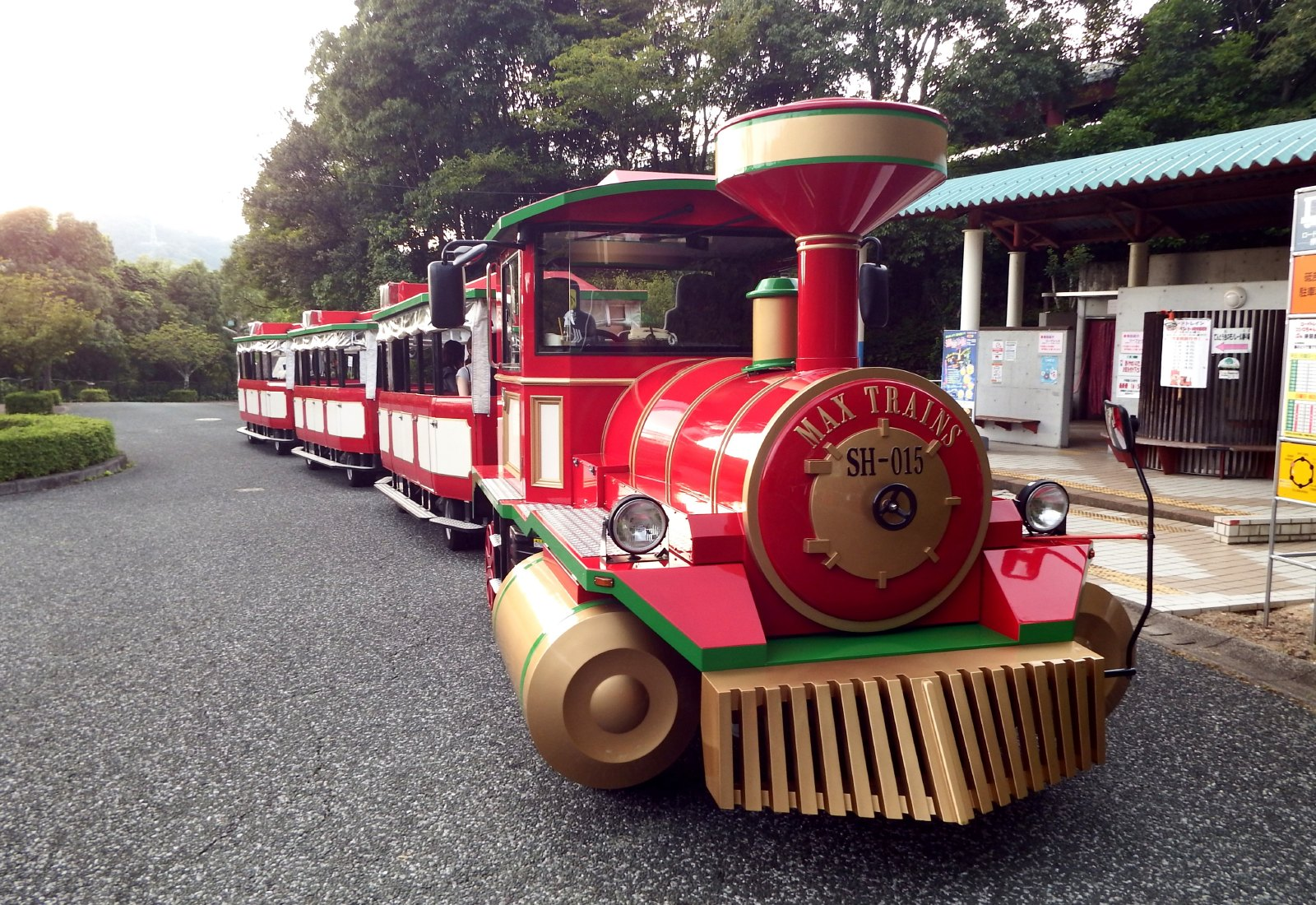
各ゾーンはロートレ（ロードトレイン）でつないでいる

敷地は松山市西野町および砥部町宮内にまたがり、県立とべ動物園・県総合運動公園と隣接している。児童福祉法に基づく児童厚生施設として1998年に完成。
入園者減少による赤字のため、2006年より指定管理者制度による運営に移行する。2018年現在「伊予鉄総合企画」が運営している。

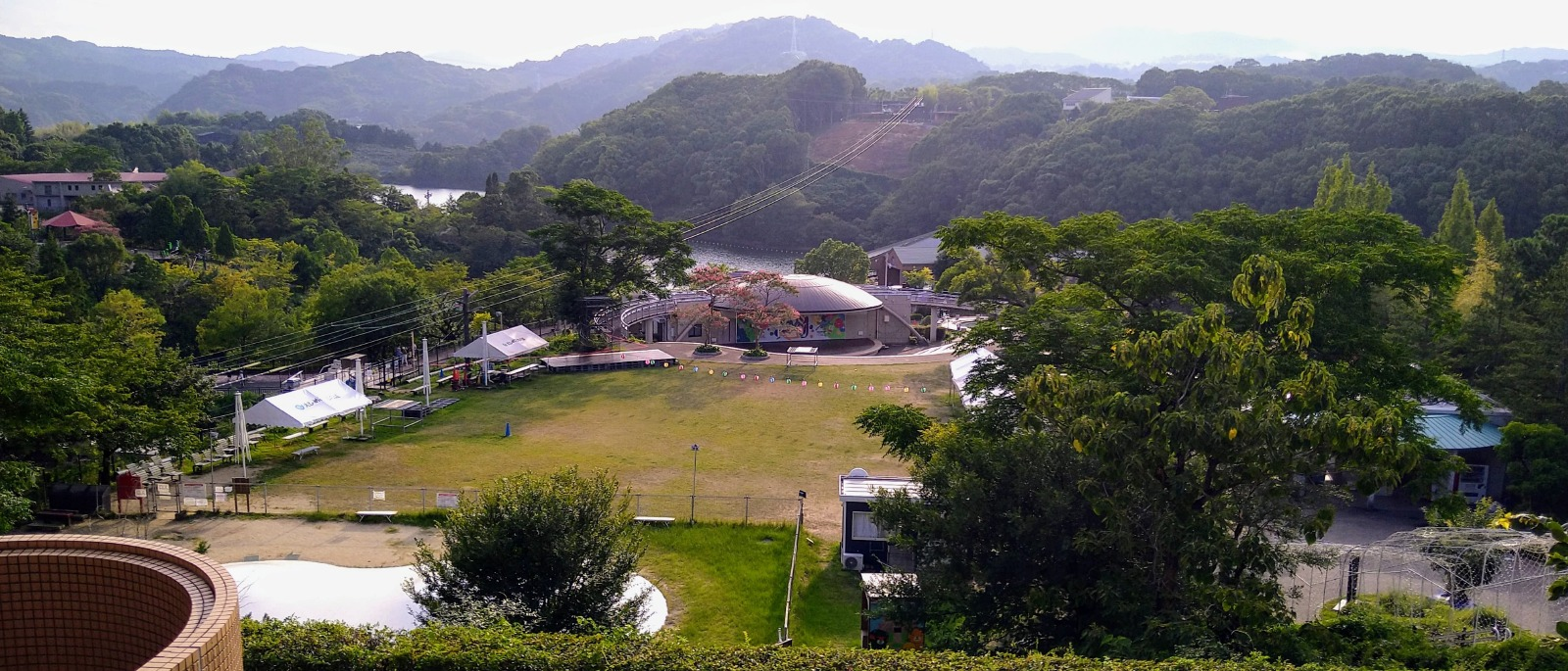
園内

## 内容

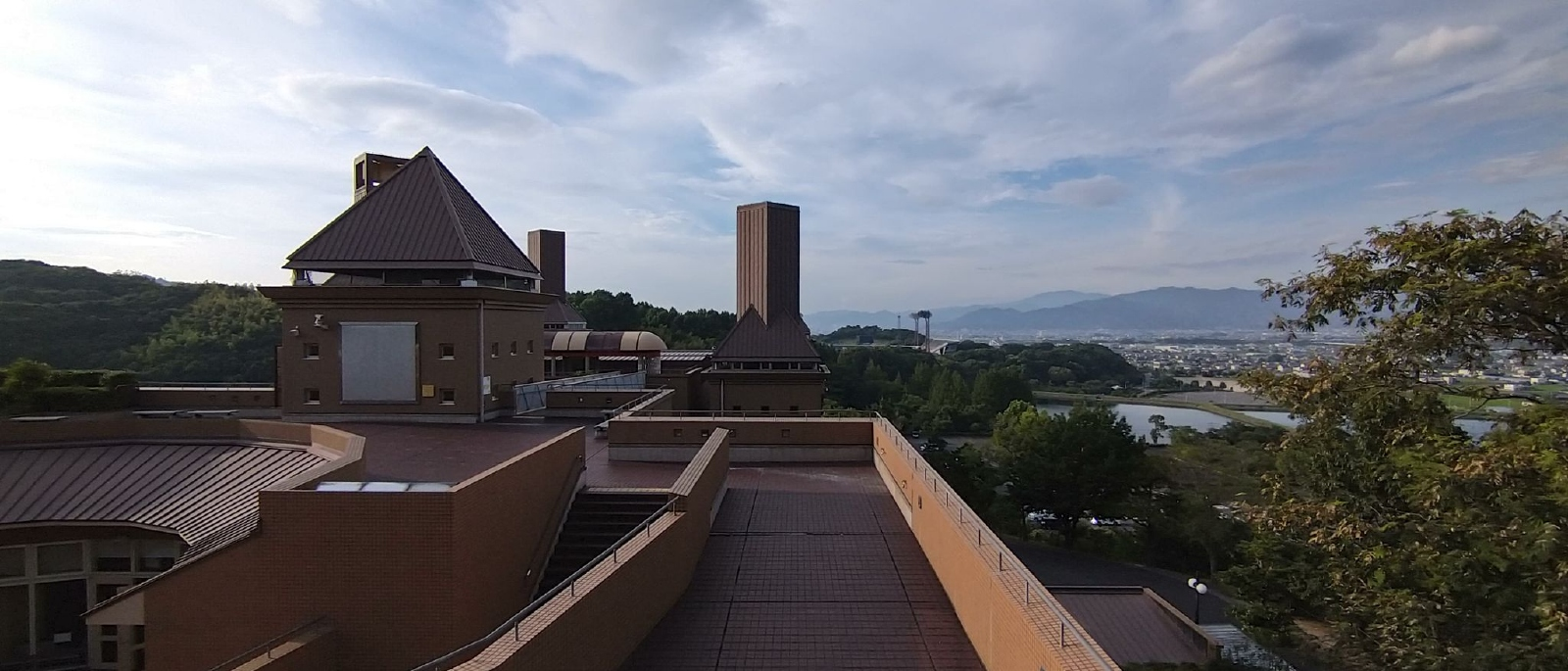
あいあい児童館 屋上
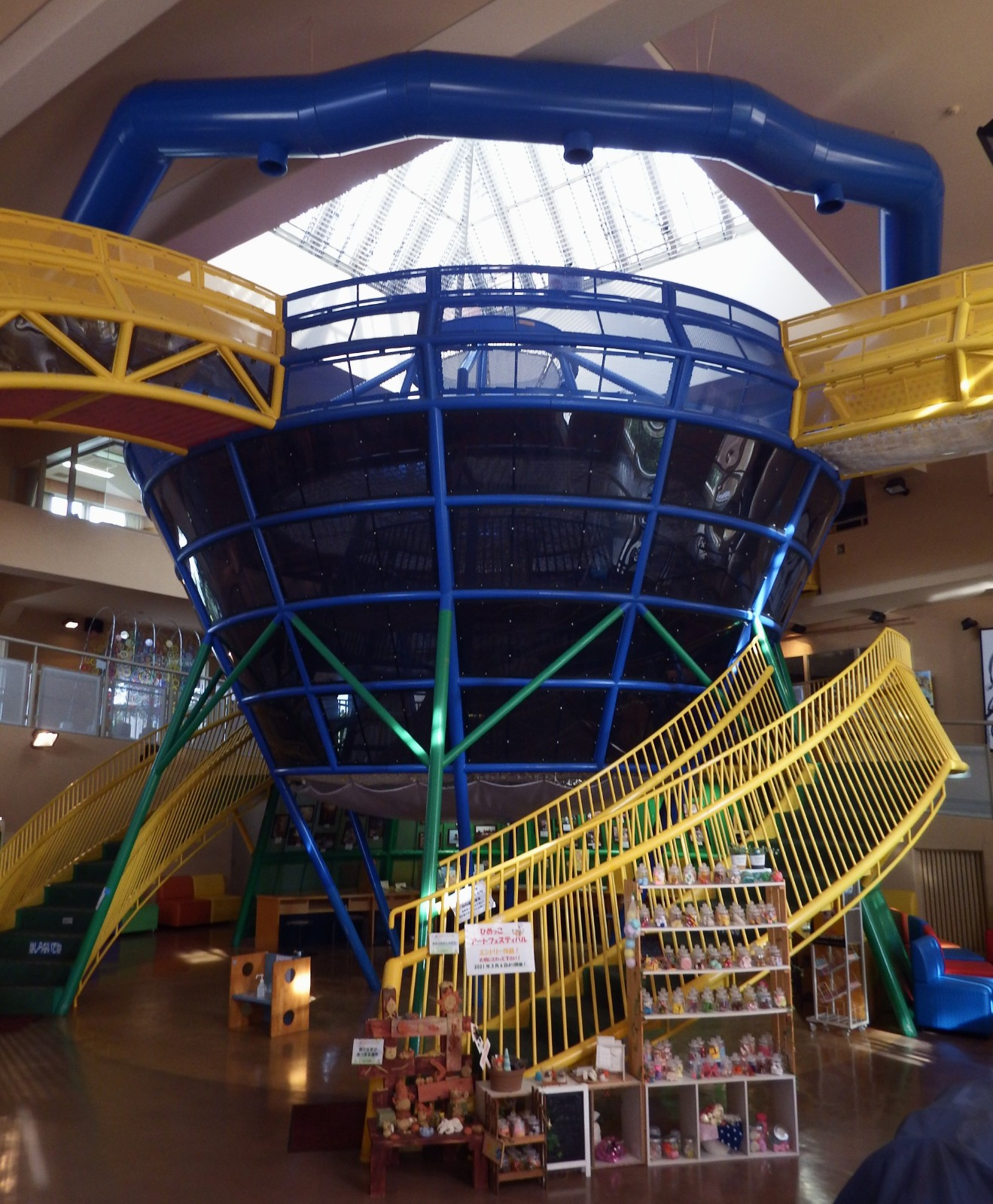
あいあい児童館 こどもタワー
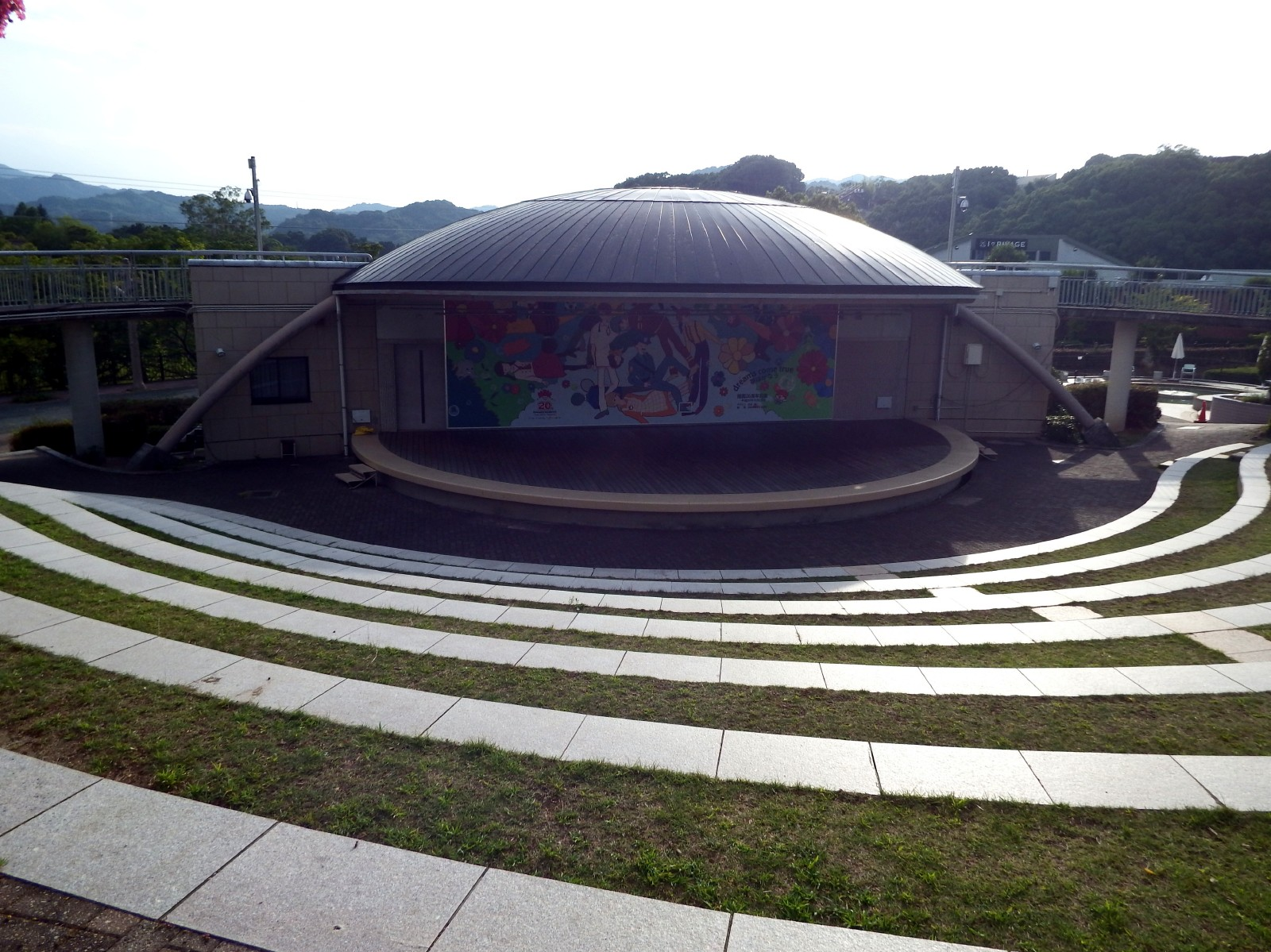
くわがたのステージ
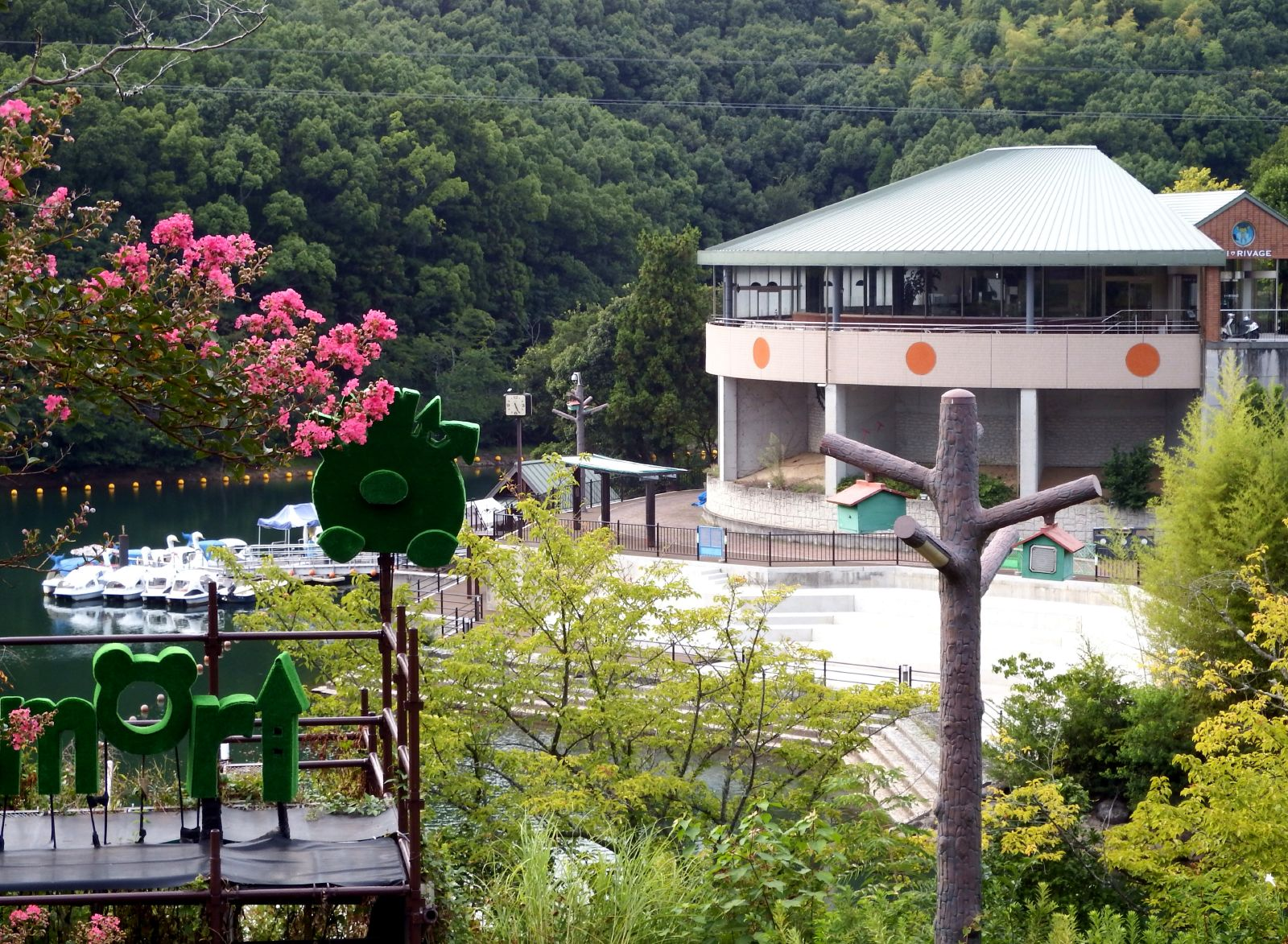
ボート乗り場　レストラン
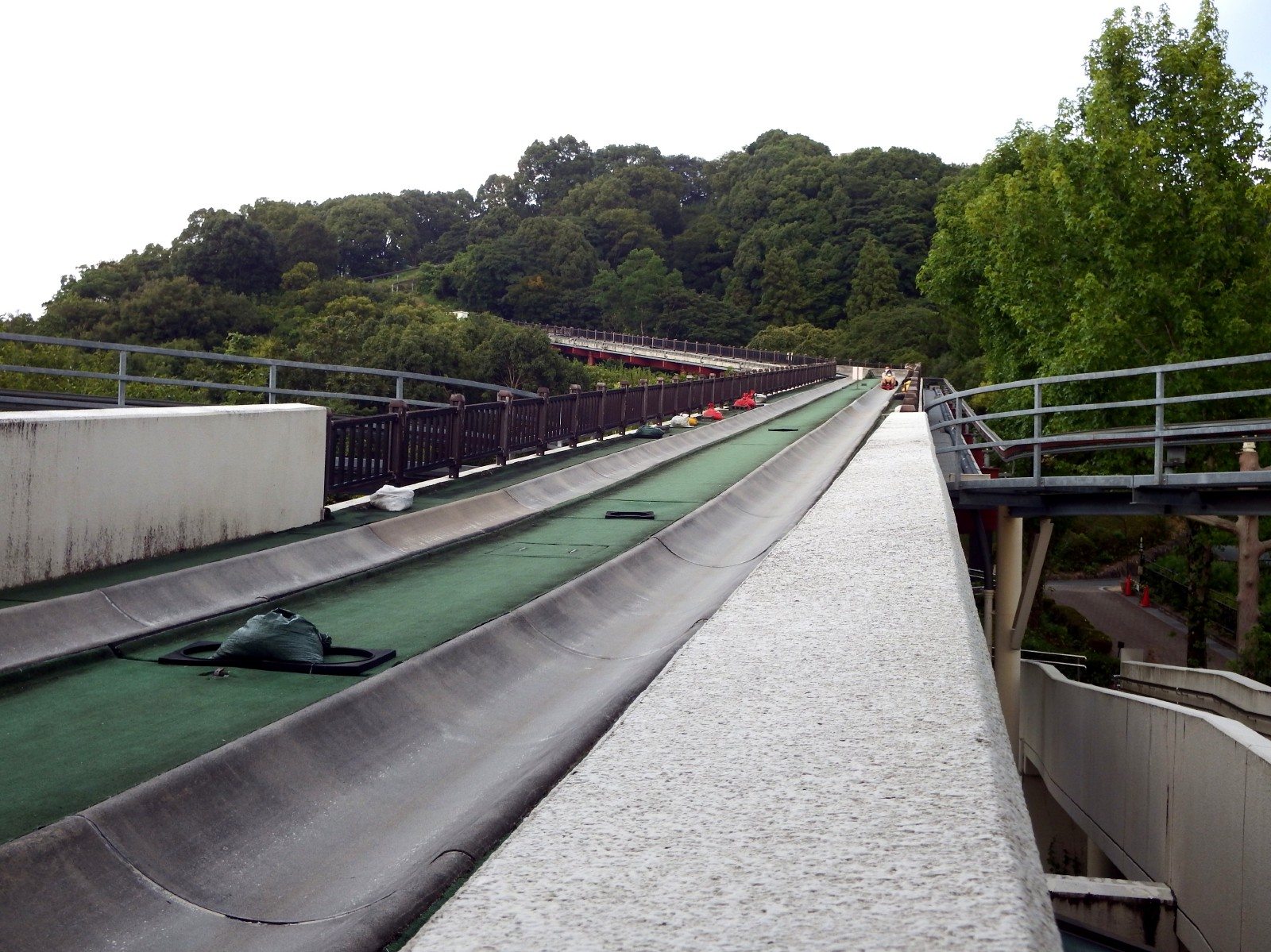
ボブスレー
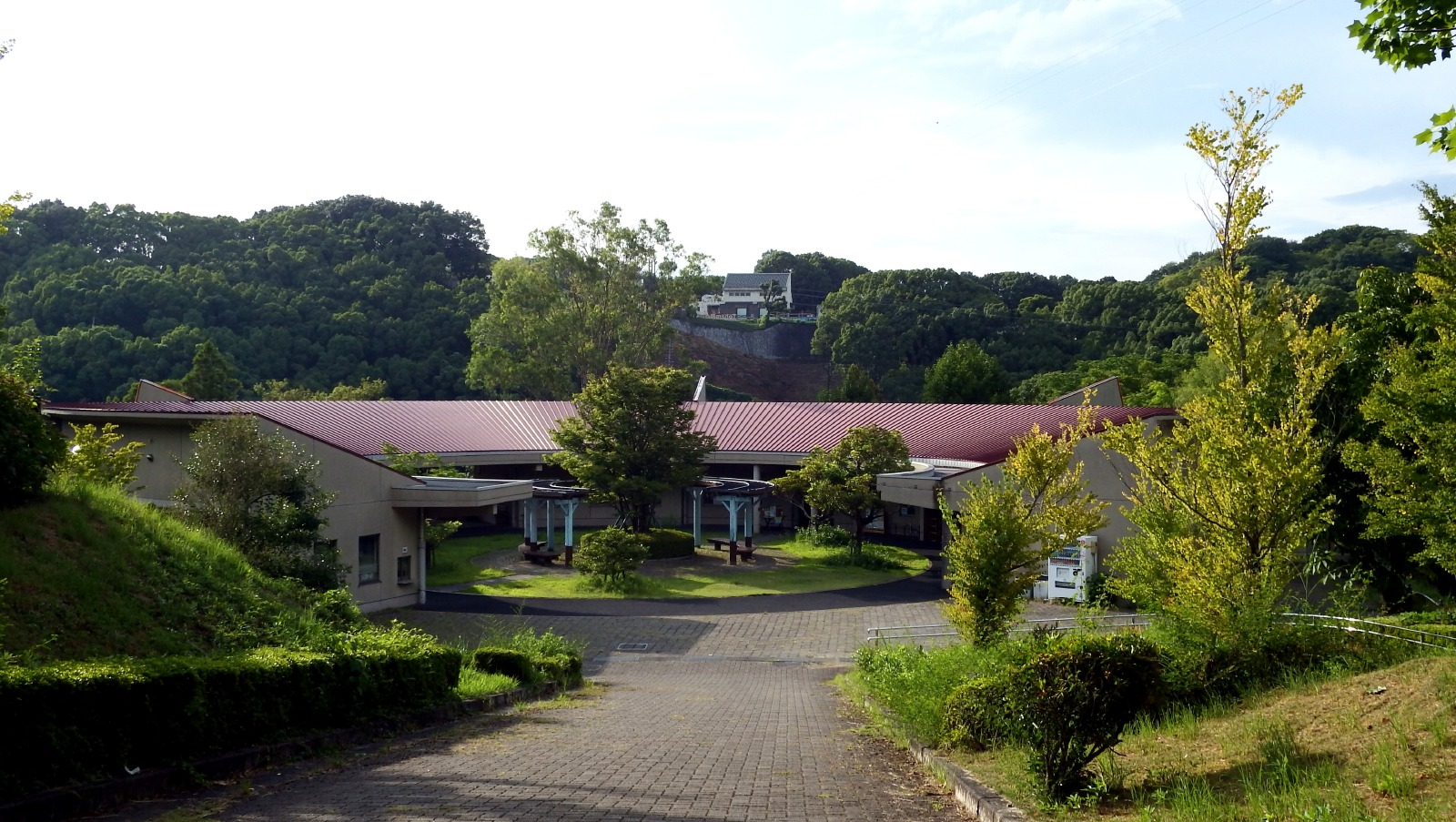
創作工房

園内には「こどものまち」、「イベント広場」、「創造の丘」、「冒険の丘」、「ふれあいの森」のゾーンがあり、様々な体験活動を行うことができる。
- こどものまち

メイン施設の「あいあい児童館」は、多目的ホールや音楽室、迷路他の遊具がある。
- イベント広場

野外ステージや水遊びができる水路、ボート遊びができる通谷池（ため池百選）がある。レストラン「アイ・リヴァージュ」
- 冒険の丘

ボブスレーとてんとう虫のモノレールの到着地点、四輪バギー
- てっぺんとりで

標高170mの頂上部の展望台、ボブスレーとてんとう虫のモノレールの出発地点。
- 創造の丘

創作工房、陶芸（砥部焼）や木工ができる。
- ふれあいの森

自然のままの森で野鳥や動物の観察ができる。
- ジップライン

隣接のとべ動物園との間で全長730mの池越えのジップラインがあり、予約制で有料で走行することができる。（大人3000円、子供1400円など）
- あいあい児童館 屋上
- あいあい児童館 こどもタワー
- くわがたのステージ
- ボート乗り場　レストラン
- ボブスレー
- 創作工房

## 利用
入園料は無料。施設利用によりそれぞれの料金がかかり、年齢により料金に違いがあり、乗り物により年齢制限などがある。
通常期間：9時30分から16時30分まで。夏休み期間は17時30分まで。季節により時間変更あり。
駐車場：松山側と砥部側の２箇所あり、料金は普通車で300円。

## 周辺施設
- 愛媛県総合運動公園
- 愛媛県立とべ動物園